# 多治見平和テレビ中継局
多治見平和テレビ中継局（たじみへいわテレビちゅうけいきょく）は、かつて岐阜県多治見市にあった地上アナログテレビの中継局である。2011年7月24日のアナログ放送終了とともに廃止された。

## 中継局概要
| チャンネル | 放送局名                              | 空中線電力          | ERP                 | 放送対象 地域 | 放送区域 内世帯数 | 偏波面   | 放送終了日     |
| 50ch       | NHK 名古屋教育                        | 映像100mW/ 音声25mW | 映像320mW/ 音声79mW | 全国          | 約150世帯         | 水平偏波 | 2011年 7月24日 |
| 52ch       | NHK 岐阜総合                          | 映像100mW/ 音声25mW | 映像320mW/ 音声79mW | 岐阜県        | 約150世帯         | 水平偏波 | 2011年 7月24日 |
| 54ch       | CBC 中部日本放送                      | 映像100mW/ 音声25mW | 映像320mW/ 音声79mW | 中京広域圏    | 約150世帯         | 水平偏波 | 2011年 7月24日 |
| 56ch       | THK 東海テレビ放送                    | 映像100mW/ 音声25mW | 映像320mW/ 音声79mW | 中京広域圏    | 約150世帯         | 水平偏波 | 2011年 7月24日 |
| 58ch       | NBN 名古屋テレビ放送 愛称「メ〜テレ」 | 映像100mW/ 音声25mW | 映像320mW/ 音声79mW | 中京広域圏    | 約150世帯         | 水平偏波 | 2011年 7月24日 |
| 60ch       | CTV 中京テレビ放送                    | 映像100mW/ 音声25mW | 映像320mW/ 音声79mW | 中京広域圏    | 約150世帯         | 水平偏波 | 2011年 7月24日 |
| 62ch       | GBS 岐阜放送 愛称「ぎふチャン」       | 映像100mW/ 音声25mW | 映像320mW/ 音声79mW | 岐阜県        | 約150世帯         | 水平偏波 | 2011年 7月24日 |

### 所在地
- 多治見市平和町1丁目10番地の｢脇の島霊園敷地内｣

## 放送エリア
- 多治見市の多治見ホワイトタウン地区をカバーしていた。

## 歴史
- 1980年3月5日 開局。
- 2011年7月24日 全局廃局。